# Manuel Ruiz del Cerro
Manuel Ruiz del Cerro (ca. 1799 - después de 1858) fue un impresor y espía español.

## Biografía
Hijo del boticario Castor Ruiz del Cerro, fue impresor  y cajista de la imprenta madrileña de la Calle de Juanel y después de la de Alejo López García, donde se imprimía El Zurriago, el más importante de los periódicos del liberalismo exaltado del Trienio Liberal. Casado con Manuela López, fue procesado el 2 de febrero de 1822 y condenado a tres meses y multa; enfermo de hemoptisis, estrenó la comedia El divorcio por amor cuyo empresario fue Alejandro Oliván. 
En 1823 se puso al servicio del futuro guerrillero carlista Manuel Adame "El Locho", pero no pudo impedir su detención. Se le habría ahorcado si no hubiese hecho la promesa a Narciso de Heredia de delatar a masones y comuneros. Sirvió como espía al superintendente de policía Mariano Rufino González. Se infiltra en el ala más retrógrada del absolutismo y desbarata una conjura carlista en 1825. Se infiltró otra vez en la sociedad secreta de "Los numantinos" con el nombre falso anagramático de Manuel Cerezo y delató entre otros a José de Espronceda, Ventura de la Vega, "Tejedor", "Arroyal", Patricio de la Escosura y N. Lerma, los cuales fueron encarcelados el 28 de enero de 1828. 
Cuando Juan José Recacho se convierte en superintendente de policía, las atribuciones de Ruiz del Cerro crecen. En 1827 Calomarde acaba con Recacho y destierra a Ruiz del Cerro a las Baleares, pero a los pocos meses consigue escapar y llegar a París. En agosto de 1828 se presenta al embajador español Ofalia, pero, es decir, -Narciso de Heredia'-, su antiguo protector, a quien ofrece vigilar esta vez a los liberales emigrados; además trabaja en la policía secreta de Polignac, el ministro francés, y sostiene un negocio a la vez, una fonda o casa de comidas, que le sirve de tapadera. Tras la revolución se queda en el paro y vuelve con la amnistía. En agosto de 1836 es subdelegado de policía de Madrid, pero cae el gobierno y tiene que huir. Se le ocupan papeles comprometedores que El Eco del Comercio publica en parte. Aunque Ruiz del Cerro protestó en el diario El Español por esta publicación, El Eco del Comercio acabó revelando todo el turbio pasado del personaje. 
En 1858 ocupó por espacio de varios meses el cargo de director general de Seguridad y Orden Público.

## Obras
- Vicios de la teoría de los gobiernos republicanos y de los mixtos desde la más remota antigüedad, Madrid: Imp. Vicente de Lalama, 1850.